# Драгоміровський сільський округ
Драгомі́ровський сільський округ (каз. Драгомиров ауылдық округі, рос. Драгомировский сельский округ) — адміністративна одиниця у складі Тайиншинського району Північноказахстанської області Казахстану. Адміністративний центр — село Драгоміровка.
Населення — 1284 особи (2021; 1519 у 2009, 1830 у 1999, 2341 у 1989).
Станом на 1989 рік існували Драгоміровська сільська рада (села Драгоміровка, Обуховка) та Іванівська сільська рада (села Івангород, Любимовка) колишнього Келлеровського району.

## Склад
До складу округу входять такі населені пункти:
| Населений пункт    | Старі назви | Населення, осіб (1989) | Населення, осіб (1999) | Населення, осіб (2009) | Населення, осіб (2021) |
| ------------------ | ----------- | ---------------------- | ---------------------- | ---------------------- | ---------------------- |
| Драгоміровка, село | -           | 638                    | 519                    | 524                    | 522                    |
| Іван-Город, село   | Івангород   | 541                    | 424                    | 279                    | 231                    |
| Любимовка, село    | -           | 485                    | 341                    | 291                    | 169                    |
| Обуховка, село     | -           | 677                    | 546                    | 425                    | 362                    |